# خانه جذاب گوفی
خانه جذاب گوفی یک بازی ویدئویی است که در سال ۲۰۰۱ برای پلی استیشن منتشر شد. بیشتر تمرکز آن بر شخصیت دیزنی، گوفی است.

## داستان
گوفی باید هر قسمت از خانه خود را که شامل ۱۵ اتاق مجزا است، کشف کند. هر اتاق شامل عناصری مانند مخلوط کن در آشپزخانه یا میز است که در گاراژ دیده می‌شود که بازیکن می‌تواند با آن تعامل داشته باشد. تمرکز اصلی مراکز بازی در حوالی جمع کردن ۵۰ قوطی فیلم و اشیاء خاصی است که گوفی در تمام خانه خود جای داده‌است. علاوه بر این، چند بازی کوچک وجود دارد که در صورت پیدا کردن تمام اشیاء مورد نیاز، می‌توانید از طریق نقاشی‌های موجود در اتاق استراحت خانه گوفی به آنها دسترسی پیدا کنید. بازی‌های کوچک می‌توانند از گلف و ماهیگیری تا اسکی و رانندگی متغیر باشند (بر اساس نحوه بازی) . . .)
بعد از اینکه گوفی هر بازی کوچک را کامل کرد و چند مورد خاص را که در خانه یافت می‌شود، پیدا کرد، یک کارتون مربوطه، که یکی از آنها نحوه بازی گلف است، باز خواهد شد. بازی در نظر گرفته می‌شود وقتی که بازیکن تمام بازیهای کوچک را تمام کرد، تمام موارد مخصوص کارتون را پیدا کرد و حداقل ۵۰ فیلم سینمایی را جمع‌آوری کرد، قفل کارتون نهایی را باز می‌شود.

## پذیرایی
خانه جذاب گوفی بررسیهای مختصری را دریافت کرد، گیم‌اسپات بازی را با نمره ۷٫۴ از ۱۰ ستاره امتیاز داد، در حالی که آی‌جی‌ان بازی را ۷٫۵ از ۱۰ امتیاز داد. گیم‌رنکینگز به این بازی ۸۹٫۳۳٪ رتبه‌بندی کرد.